# Флавій Невітта
Флавій Невітта (*Claudius Mamertinus, д/н — після 363) — державний і військовий діяч пізньої Римської імперії.

## Життєпис
Походив з германців. Перебував у війську з часів імператора Констанція II. 365 року в складі армії магістра піхоти Барбаціона як препозит (командир) турми відзначився в битві проти ютунгів в 358 році в Реції. Ймовірно, після цього швидко просувався військовими щаблями, відзначившись у 358—360 роках у походах проти алеманів.
361 року після проголошення імператором Юліана був призначений їм магістром кінноти в Галлії замість Гомоарія. Зі своєю частиною війська рухався через Рецію і Норік до Паннонії. Після захоплення гірського перевалу Суккі очолив його охорону.
362 року стає консулом (разом з Клавдієм Мамерціном). Також увійшов до Халкидонської комісії, що розслідувала зловживання вищих сановників часів Констанція II.
363 року брав активну участь в перській кампанії Юліана. У квітні на чолі декількох легіонів просунувся уздовж Євфрату в Месопотамії. Разом з Дагалайфом очолював облогу Майозамальхі. Після смерті імператора наприкінці липня особисто доставив тіло померлого до міста Тарс в Кілікії, де той був спочатку похований.
Під час обрання нового імператора з Дагалайфом виступив проти Арінфея і Віктора в питанні про обрання нового імператора. Зрештою зійшлися на кандидатурі Сатурна Секунда Саллюстія, одного з наближених Юліана, але той відмовився прийняти імператорський титул. Тоді вони були змушені оголосити імператором пріміцерія доместиків Флавій Клавдія Іовіана. Подальша доля Невітти невідома, але напевне був звільнений з війська.